# Tzaphon

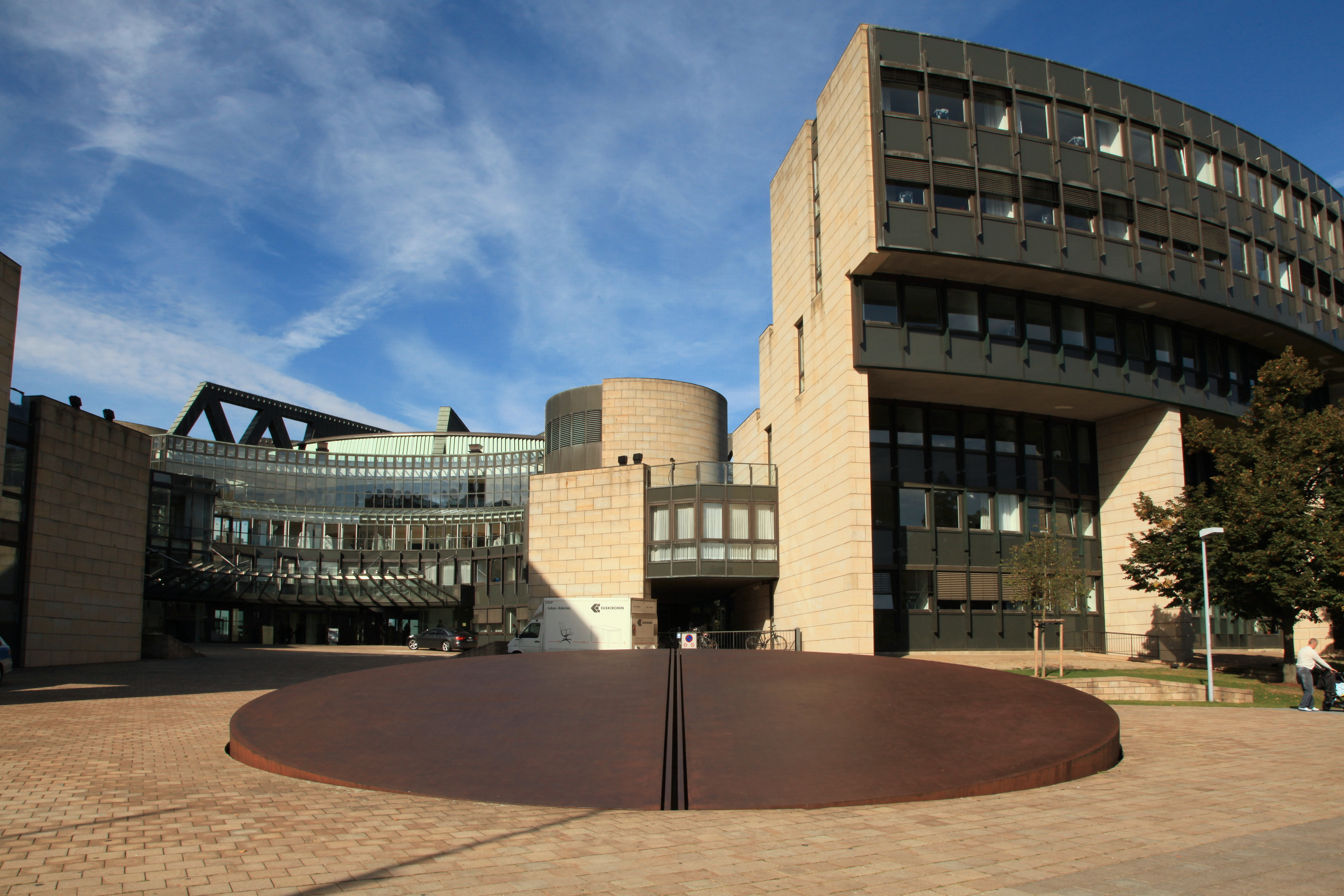
Tzaphon mit Blick auf den Eingangsbereich des Landtagsgebäudes Nordrhein-Westfalen

Tzaphon (hebräisch צָפֹון Zafōn) oder Zafou (Zafu, japanisch 座蒲) ist der Name einer Plastik des Bildhauers Dani Karavan am Eingang zum Landtagsgebäude Nordrhein-Westfalen in Düsseldorf.

## Geschichte
Der Landtag Nordrhein-Westfalen war als Bauherr des Landtagsgebäudes von vornherein verpflichtet, der Kunst am Bau Raum zu geben. 1990, zwei Jahre nach Fertigstellung des Landtagsgebäudes, wurde die 1988 in Auftrag gegebene Skulptur Tzaphon errichtet. Im Œuvre des israelischen Künstlers Karavan, der seit den 1960er Jahren Wandreliefs und großräumige, architekturbezogene Environments schuf, bildet das Objekt, das ursprünglich auch als Wasserkunst-Objekt und Brunnenskulptur geplant war, ein Hauptwerk.

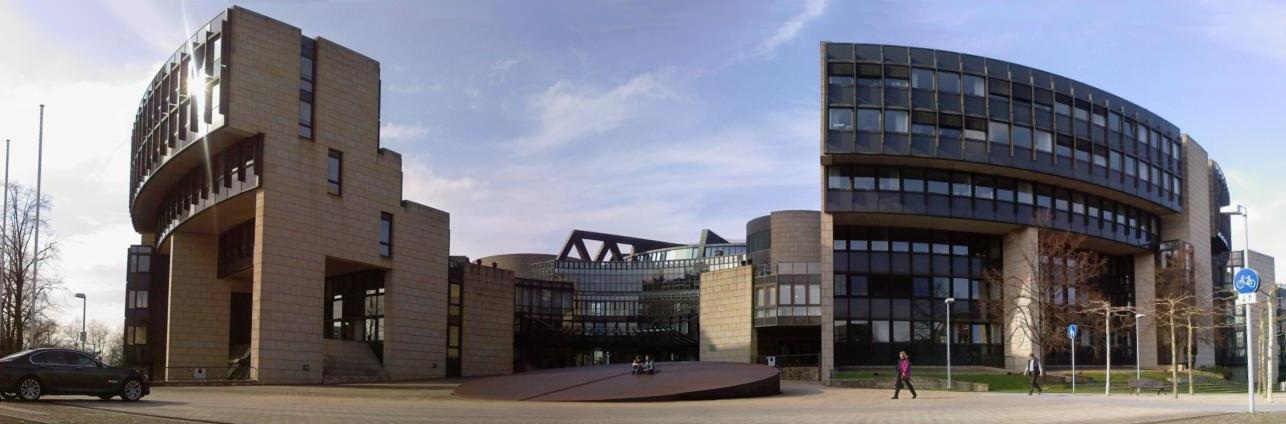
Gesamtansicht der Raumsituation der Skulptur am Platz des Landtages

## Beschreibung

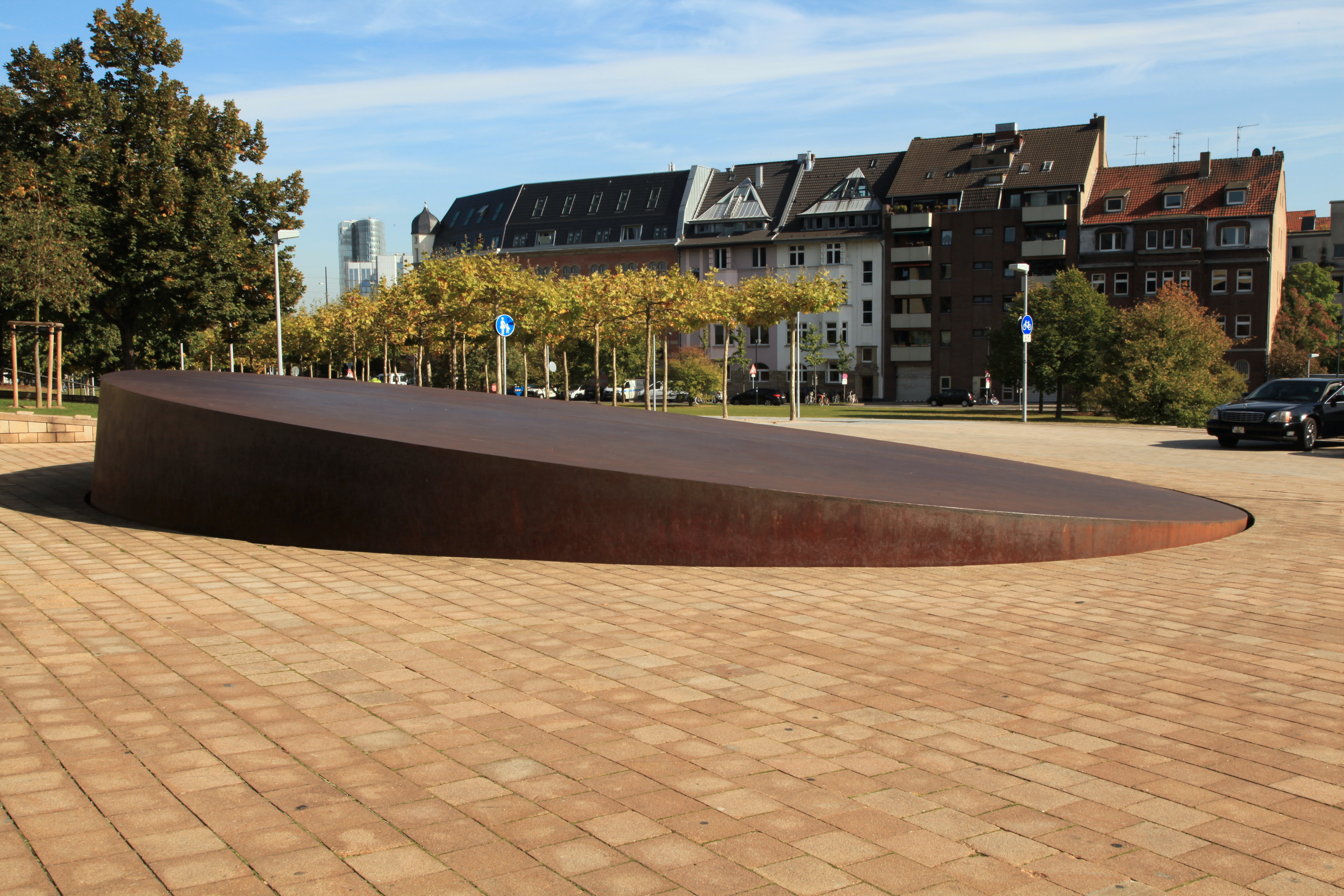
Seitenansicht mit Blick auf Rheinuferpromenade und Anlagen des Rheinparks Bilk

Die Skulptur ist eine kreisrunde Scheibe aus Gusseisen mit einem Durchmesser von 15 Metern und einem Gewicht von rund 20 Tonnen. Sie ist am Platz des Landtags, dem Vorhof des Landtagsgebäudes am Südende der 1995 fertiggestellten Rheinuferpromenade, schräg in den gepflasterten Boden eingelassen. Eine Rostschicht überzieht Teile des Objekts, das dadurch dunkelbraune bis rostrote Farben aufweist. Die Scheibe, deren Oberfläche auf dem Niveau des Bodenpflasters ansetzt, steigt in Richtung des Gebäudes an. Mittig ist die Scheibe gespalten. In den Spalt sind bündig mit der Oberfläche der Scheibe zwei Bahnschienen eingefügt. Die Schienen, die am höchsten und niedrigsten Punkt der geneigten Scheibe enden, zeigen nach Norden. Die Rinne zwischen den Schienen war als Kanal eines von Nord nach Süd laufenden Wasser-Rinnsals geplant. In einer weiteren Rinne, die die Scheibe außen umgibt, sollte das Wasser im Boden verschwinden. Geplant war ursprünglich, dass das Wasser in einer Kammer des Betonfundaments unterhalb der Skulptur winters beheizt wird, so dass in der Wasserrinne bei kälterer Witterung Dampf aufgestiegen wäre. Dies wurde aus technischen sowie aus Sicherheitsgründen nicht verwirklicht.

## Rezeption

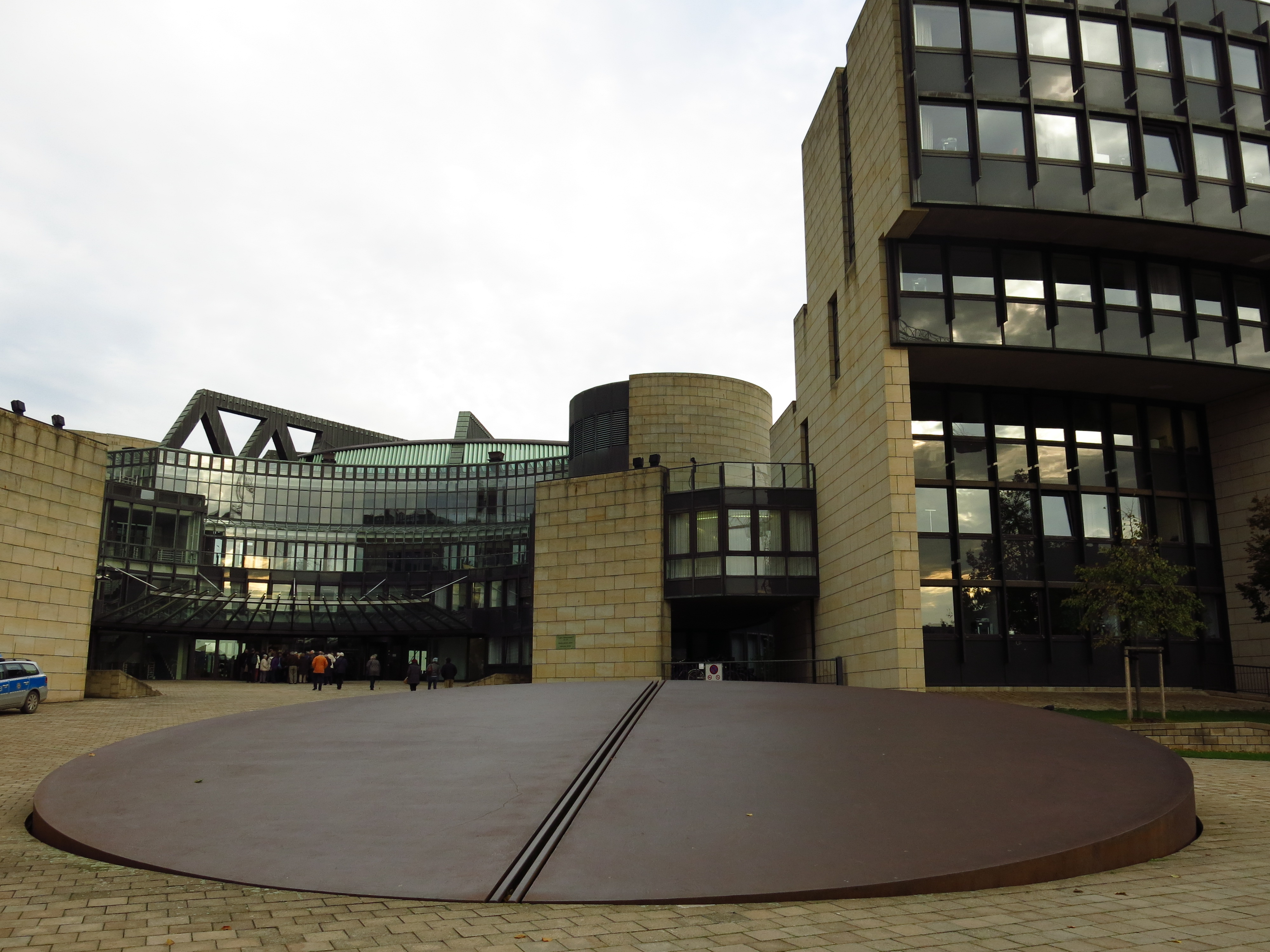
Ansicht aus der Nähe

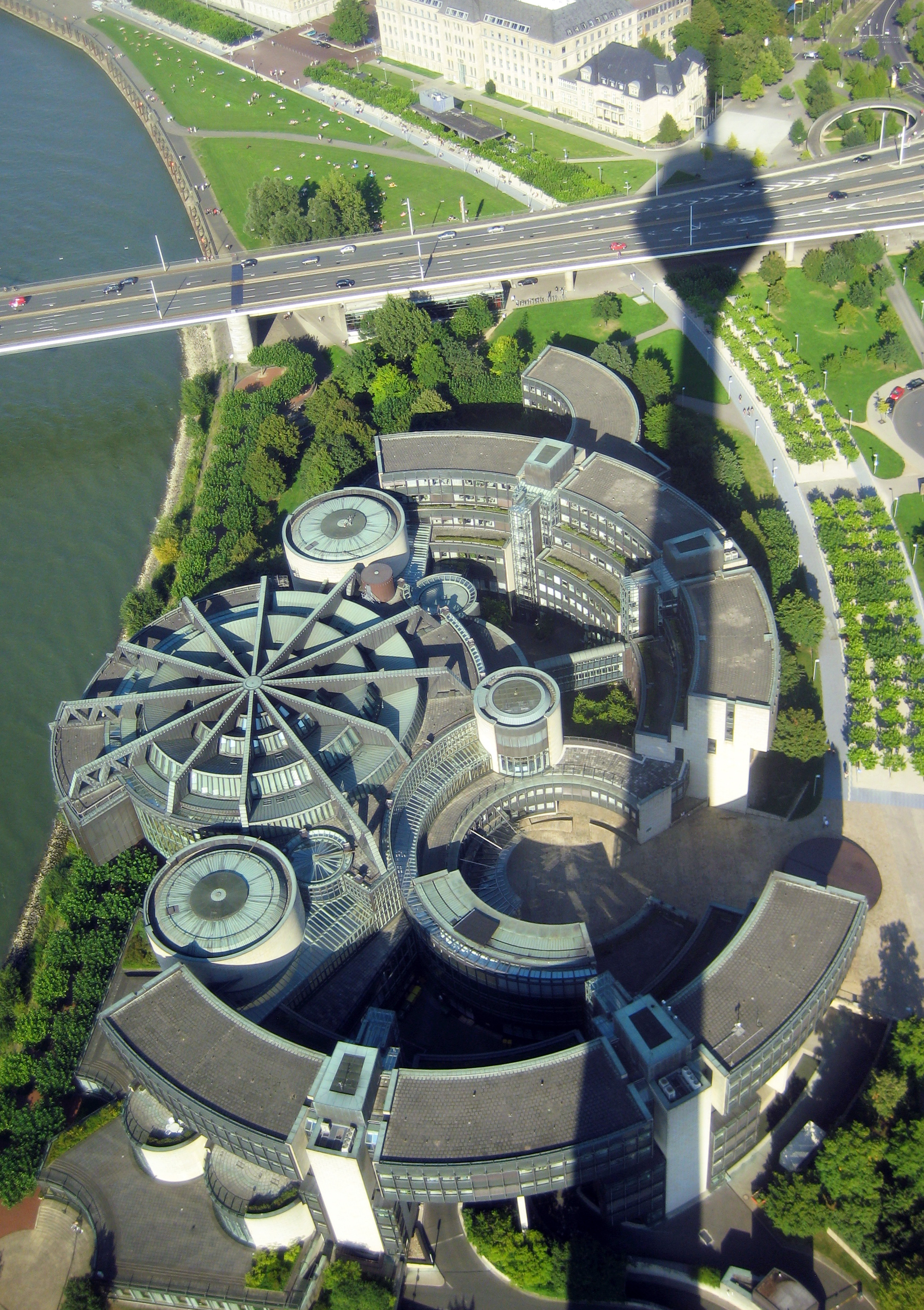
Lage der Skulptur (rechts) im städtebaulichen Zusammenhang des Regierungsviertels am Düsseldorfer Rheinknie, Vogelperspektive vom Rheinturm

Karavan war ein Künstler, der bei seinen Arbeiten vielschichtige Bezüge entwickelte. Durch diese Bezüge entstehende mehrdeutige Interpretationsmöglichkeiten, die in diesem Fall etwa auch als Verweise auf verschiedene politische Funktionen eines Parlaments verstanden werden können, waren vom Künstler gewollt.
Durch den Kreis, die geometrische Grundform der Skulptur, bezog er sich formal auf die Architektur des Landtagsgebäudes, die ein strukturalistisches Spiel mit Kreisformen darstellt. Die Grundform des Kreises, die sich als Avantgarde nachfolgender Parlamentsbauten in Deutschland (etwa in der kreisförmigen Anordnung der Sitze im neuen Plenarsaal des Bonner Bundestages) im Plenarsaal des Landtags findet, wird als Symbol der Demokratie verstanden. Die in der Mitte der Scheibe verlaufende Spalte oder Rinne, die durch die Bahnschienen markiert wird, bildet in diesem Bedeutungszusammenhang die mathematische Linie, auf der parlamentarische Entscheidungen durch Mehrheiten entstehen. Die Schräglage der Scheibe, die an einen Kipp- und Drehmechanismus wie dem eines kardanisch aufgehängten Schiffskompasses denken lässt, kann in diesem Zusammenhang als Verweis auf die politische Dynamik und Sensibilität eines demokratischen Systems verstanden werden.
Tzaphon, der Titel des Kunstwerks, verweist auf den Berg Ṣāpôn, der in der Bibel mit der Gottheit Ba’al in Verbindung gebracht (Exodus 14, 2–14) und mit dem Berg Zion verglichen wird (Psalm 48, 2 f.). Im Hebräischen bezeichnet der Berg, der der frühen Seefahrt der Levante als Orientierungspunkt bei der Navigation diente, die Himmelsrichtung Nord, die in der Bibel auch mit der Herkunft des Bösen konnotiert ist (Jer 1,14 ). Mit Nord beginnt der Landesname Nordrhein-Westfalen. Tzaphon hat den gleichen Ursprung wie der Begriff Matzpen, was Kompass bedeutet, und Matzpoun, der hebräische Begriff für Bewusstsein. Zafou, der kaum geläufige weitere Titel des Objekts, bedeutet Zafu und bezeichnet das kreisrunde asiatische Sitzkissen, das zur Sitzmeditation verwendet wird.
Verschiedene Deutungsmöglichkeiten ergeben sich auch für die Bahnschienen, die als zentrale gegenständliche Gestaltungselemente der ansonsten abstrakten Plastik besonders ins Auge springen. Sie lassen sich (wie auch das Material Gusseisen) als Bezug zur Industriegeschichte des Ortes deuten. Andererseits verweisen sie auf den Holocaust, weil die Massendeportation europäischer Juden in die Vernichtungslager über das Verkehrssystem der Eisenbahn bewerkstelligt wurde.
Das Wasser, das in der Rinne zwischen den Bahnschienen verlaufen sollte, lässt sich interpretieren als Symbol des Rheins, des bedeutendsten Flusses Nordrhein-Westfalens, der gleich hinter dem Landtagsgebäude vorbeiströmt. Im Kontext der Symbolik der Bahnschienen kann das Wasser aber auch das Leben bedeuten, das im Holocaust vernichtet wurde.